# Bredio Ruiz
Pour les articles homonymes, voir Ruiz.
Ruiz  Chávez est un nom espagnol. Le premier nom de famille, en général paternel, est Ruiz ; le second, en général maternel, souvent omis, est Chávez.
Bredio Ruiz , né le 25 juillet 2001, est un coureur cycliste panaméen.

## Biographie
En 2018, Bredio Ruiz se classe deuxième de la course en ligne et troisième du contre-la-montre aux championnats nationaux juniors (moins de 19 ans). Il remporte également une étape du Tour du Panama face aux coureurs locaux, malgré son jeune âge. L'année suivante, il devient champion du Panama sur route juniors.
En mai 2022, il se distingue en terminant deuxième du championnat panaméricain sur route dans la catégorie espoirs (moins de 23 ans),

## Palmarès et résultats

### Par année
- 2018
  - 2e du championnat du Panama sur route juniors
  - 3e du championnat du Panama du contre-la-montre juniors
- 2019
  -  Champion du Panama sur route juniors
- 2022
  - 2e du championnat du Panama sur route espoirs
  -  Médaillé d'argent du championnat panaméricain sur route espoirs
- 2023
  -  Champion d'Amérique centrale sur route espoirs
  -  Champion du Panama sur route espoirs
  - 3e étape de la Vuelta de la Juventud Panama
  - 3e du championnat du Panama du contre-la-montre espoirs
- 2024
  - 2e étape de la Vuelta a Chiriquí
  -  Médaillé de bronze du championnat d'Amérique Centrale sur route

### Classements mondiaux
| Année                                 | 2022 | 2023 | 2024  |
| ------------------------------------- | ---- | ---- | ----- |
| Classement mondial                    | 538e | 775e | 1300e |
| UCI America Tour                      | 47e  | 75e  | 98e   |
|                                       |      |      |       |
| Légende : nc = non classéSource : UCI |      |      |       |